# Edgar Borges Olivera
Edgar Borges Olivera (Minas de Corrales, 15 luglio 1969) è un ex calciatore uruguaiano, di ruolo centrocampista.